# تامیو اوکی
تامیو اوکی (انگلیسی: Tamio Ōki; ۲ ژانویهٔ ۱۹۲۸ – ۱۴ دسامبر ۲۰۱۷) بازیگر، صداپیشگی در ژاپن، و راوی اهل ژاپن بود. وی بین سال‌های ۱۹۴۶ تا ۲۰۱۶ میلادی فعالیت می‌کرد.